# Східнопомеранська операція
Схі́днопомера́нська стратегі́чна наступа́льна опера́ція (10 лютого — 4 квітня 1945) — великомасштабна стратегічна наступальна операція радянських військ у завершуючий період Німецько-радянської війни 1941—45, яка була проведена військами 2-го Білоруського (К. К. Рокоссовський) і 1-го Білоруського фронтів (Г. К. Жуков) за сприяння Балтійського флоту (В. П. Трибуц) і 1-ї армії Війська Польського (С. Г. Поплавський). Радянські війська повинні були розгромити східно-померанське угрупування противника, опанувати Східною Померанією від Данцига (Гданську) до Штеттіна (Щеціна) і вийти на узбережжі Балтійського моря.

## Загальні дані
В результаті проведених боїв радянські війська вийшли до узбережжя Балтійського моря на ділянці від Данцигської до Штеттінської бухти, ліквідував велике угрупування німецьких військ (2-га та 11-та армії групи армій «Вісла» під командуванням рейхсфюрера СС Генріха Гіммлера) в Східній Померанії.
З виконанням цього завдання була усунена загроза флангового удару по радянських військах, що висувалися на берлінському напрямі. Польщі було повернено польське Помор'я. Розгром групи армій «Вісла» заважив противникові здійснення його планів організації оборони на підступах до Берліна. Після завершення Східнопомеранської операції вивільнялися 10 радянських армій, які були перегруповані на берлінський напрям.
У рамках даної операції проведені:
- Хойніце-Кезлінська,
- Данцигська,
- Арнсвальде-Кольбергська,
- Альтдамська фронтові наступальні операції.

Тривалість операції — протягом 54 діб.
Ширина фронту бойових дій — 460 км.
Глибина просування радянських військ — 130—150 км.
Середньодобові темпи наступу — 2-3 км.

## Плани сторін
Німецьке командування приступило до розгортання в Східній Померанії частини сил групи армій «Вісла» із завданням завдати удару по правому крилу 1-го Білоруського фронту, і зірвати підготовку радянського наступу на Берлін. Німецьким угрупованням у Східній Померанії керував особисто рейхсфюрер СС Генріх Гіммлер.
8 лютого Радянське Верховне Головнокомандування наказало розгромити Східнопомеранське угруповання противника, і встановити контроль над районом Данциг — Гдиня. Спочатку задачу по розгрому німецьких військ у Східній Померанії поклали на війська 2-го Білоруського фронту під командуванням маршала К. Рокоссовського, але надалі до участі були підключені і війська 1-го Білоруського фронту.
Радянським військам належало подолати потужну укріплену оборону, насичену усіма видами інженерних споруд. Міста Штольп, Руммельсбург, Дейч-Кроне, Шнайдемюль і Нойштеттін були ключовими опорними пунктами Померанського валу, фактично — містами-фортецями. Найпотужнішими вузлами оборони були міста Гдиня і Данциг, найбільш укріплені і підготовлені до тривалої оборони.

## Хід операції
Таку складну оборону необхідно було подолати військам 1-го і 2-го Білоруських фронтів. Підготовка до операції потребувала перекидання великої кількості військ, прискорення ремонту залізниць і автодоріг в смузі фронтів з метою прискорення підвезення боєприпасів і спорядження для військ.
Опір німців носив вкрай запеклий характер, радянським військам насилу доводилося відбивати у німців опорні пункти і вузли оборони. Долаючи запеклий опір, радянські війська повільно просувалися до намічених цілей, іноді наступ на деякий час призупинявся. Німці робили багаторазові контратаки, за підтримки танків та авіації, але змушені були відступати. Радянська авіація активно допомагала наступаючим військам, атакуючи бойові порядки ворога, тилові райони, дороги і пункти комунікацій.
Військам 2-го Білоруського фронту належало розгромити найсильнішу частину Східнопомеранський угруповання — 2-гу німецьку армію, що займала Гдинський і Данцигський оборонні укріпрайони. Іноді знищення великого опорного пункту оборони займало кілька діб. Під час запеклих кровопролитних боїв війська 2-го Білоруського фронту оволоділи містами Гдиня і Данциг.

## Результати

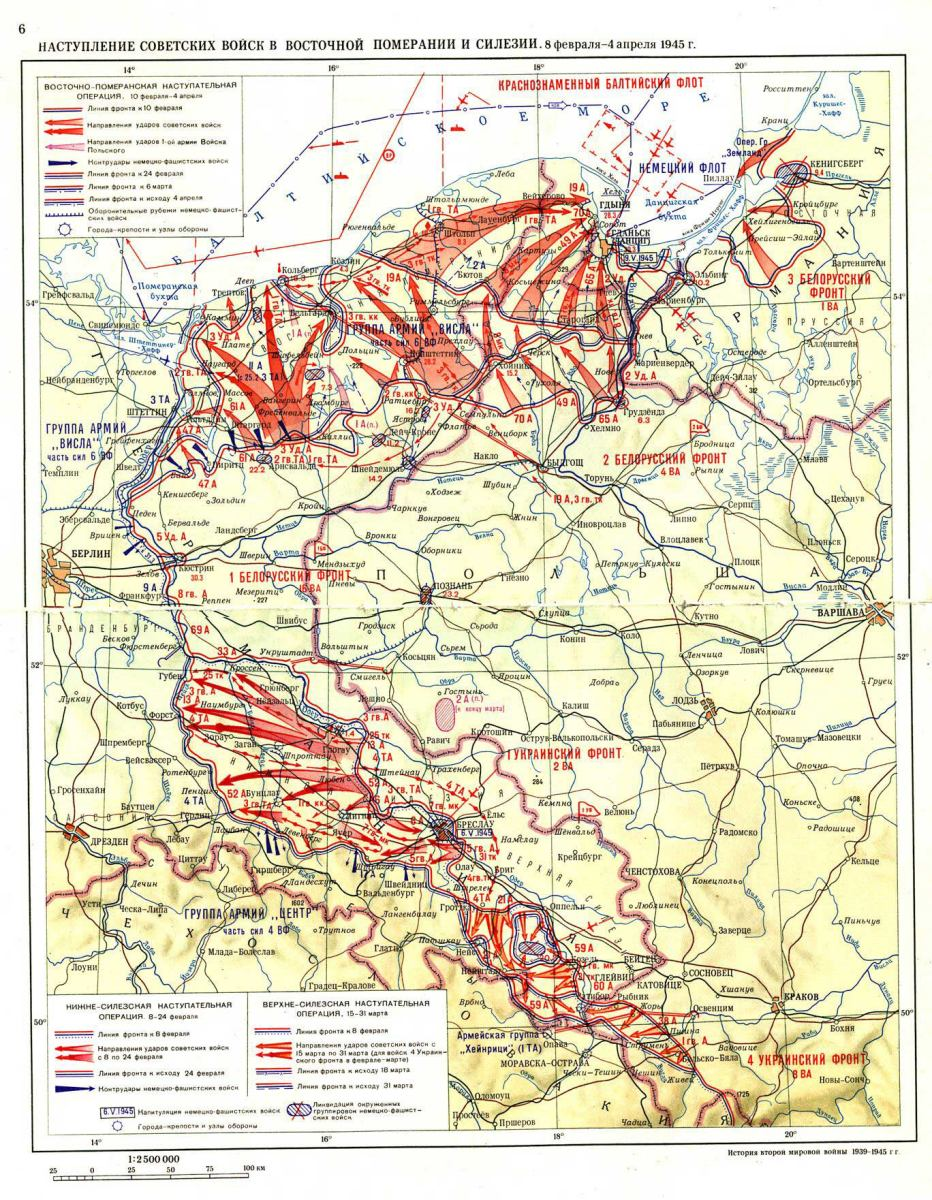
Карта наступу радянських військ в Східній Померанії та Сілезії

В результаті проведеної Східнопомеранської операції були розгромлені 21 німецька дивізія і 8 бригад, з них 6 дивізій і 3 бригади повністю знищені, близько 100 тисяч німецьких солдатів і офіцерів потрапило у полон. Загальні втрати радянських військ склали 225 тисяч осіб, з них понад 50 тисяч безповоротно. Військами 1-го і 2-го Білоруського фронту були вигнані нацистські окупанти з 54 міст і сотні інших населених пунктів, визволено тисячі радянських військовополонених і громадян інших держав Європи, викрадених на роботу до Німеччини.
Після завершення операції радянські війська почали перегруповування на берлінський напрямок. Попереду були бої за столицю Німеччини — Берлін.

## Відео
- Военное дело — Восточно-Померанская операция [Архівовано 8 липня 2015 у Wayback Machine.]